# Dieci Orsi
Parua-wasamen comunemente conosciuto come Dieci Orsi (in inglese Ten Bears) (1790 / 1792 – Fort Sill, 23 novembre 1872) è stato un condottiero e diplomatico nativo americano.

## Biografia

### Famiglia
La sua famiglia fu assalita e massacrata dai Teton Dakota quando il piccolo Parua-wasamen aveva circa due anni di età, ed essendo considerato troppo piccolo egli fu abbandonato accanto ai cadaveri dei genitori, mentre un fratello di circa cinque anni veniva rapito e sarebbe cresciuto fra i Dakota; trovato ancora vivo dopo diversi giorni, il piccolo fu adottato da alcuni parenti

### Gioventù e ascesa
L'odio per i Teton avrebbe precocemente trasformato il ragazzo in uno spericolato e famoso guerriero, uso attendere solitario nelle vicinanze degli accampamenti Dakota per uccidere a colpi di lancia i primi Teton che comparissero ai margini del villaggio, sicché intorno ai 15 anni egli avrebbe guidato in una simile incursione un piccolo gruppo di coetanei. Le doti di guerriero (tra l'altro ricevendo l'altissimo quanto insolito onore di uccidere in combattimento rituale, per sua stessa richiesta, il figlio invalido di un importante capo Dakota o, come riportato in altri racconti (posteriori di alcuni decenni), Ute, così permettendogli di morire da guerriero) resero possibile la sua ascesa fino a diventare il capo della banda Kethato (o Iethao) Yamparika alla quale appartenevano i genitori adottivi, ma, apparentemente, il padre non era più in vita, morendo forse intorno al 1820, prima che il giovane capo stipulasse un accordo di pace con i tradizionali nemici Ute. All'inizio del decennio 1820, infatti, incontrata una banda Ute, i Kethato si preparavano al combattimento: la madre adottiva, ella stessa di nascita Ute, convinse il figlio a offrire una trattativa che avrebbe portato a sancire la pace tra i due gruppi.

### Tra guerra e diplomazia: la pace tra Comanche e Kiowa e Cheyenne e Arapaho
Fu capo principale della divisione Yamparika del popolo Comanche. Non è ricordato come un grande combattente per via della disposizione pacifica seguita in età più avanzata e per non avere partecipato alle guerre contro gli invasori bianchi, benché valoroso (come dimostrò ampiamente nel corso delle guerre "interindiane" combattendo contro gli Ute, i Pawnee, nonché, fino al 1840, gli Cheyenne e gli Arapaho). Fu promotore della pace con gli Ute, insieme ai quali poi visse per qualche tempo all'inizio del decennio 1820, e poi della pace e dell'alleanza tra Comanche e Kiowa da un lato e Cheyenne e Arapaho dall'altro insieme ai capi Kiowa Piccola Montagna (Dohasan) e Orso Seduto (Satank). Fu guerriero rinomato, coevo di altri grandi capi, decisamente più intransigenti, quali Casacca-di-Ferro (Pohebits-quasho), della divisione Kwahadi, Testa Rasata (Wulea-boo), della divisione Kotsoteka, Albero Alto (Huupi-pahati) e Aquila Che Beve (Quenah-evah), della divisione Nokoni, o Gobba-di-Bisonte (Poche-ha-quehip, Potsʉnakwahipʉ) e Lupo Giallo (Isa-viah), della divisione Penateka. Nel decennio 1830 Dieci Orsi, all'epoca capo della banda Kethato (= Iehta'o) della divisione Yamparika Comanche, visse una latente rivalità con Dorso-di-Lupo (Isa-kwahip), noto anche come Gomito-di-Lupo (Isa-kiip), capo di un'altra banda locale gravitante nella North Canadian Valley. Rimane nel ricordo di indigeni e bianchi per i suoi commoventi discorsi, il suo linguaggio poetico e le sue abilità diplomatiche.

### Trattato di Fort Atkinson
Il 27 luglio 1853 i Kiowa e i Comanche concordarono un nuovo trattato per il quale gli Indiani concedevano agli Statunitensi il diritto di costruire piste, di stabilire depositi e stazioni e di proteggere gli emigranti che transitassero sul territorio Comanche e Kiowa, mentre il Governo federale si impegnava a distribuire agli Indiani merci, provviste, strumenti agricoli e altri beni per un valore di 18.000 dollari annuali, per un periodo di cinque anni o più lungo, finché il Presidente lo ritenesse necessario o opportuno; il trattato fu firmato a Fort Atkinson da Testa Rasata, Dieci Orsi (Parrawasamen, erroneamente trascritto come Parosawano e tradotto come Dieci Bacchette) e altri per i Comanche, Piccola Montagna e Orso Seduto, nonché alcuni capi minori, per i Kiowa, e Lupo Povero (Si-tah-le) per i Kataka. Dopo che nel 1854 il Governo texano ebbe assegnato ai Comanche una riserva di 18.576 acri sul Clear Fork del Rio Brazos, l'agente indiano Robert Neighbors riuscì a condurre in visita ai Penateka Comanche là insediati alcuni capi Comanche e Kiowa, ma l'iniziativa si risolse in un sostanziale fallimento.

### Comanche e Confederati
Durante il 1861 i Comanche settentrionali (gli Yamparika, presumibilmente i Nokoni e forse i Kotsoteka), accampati presso l'agenzia dell'Arkansas River insieme ai Kiowa e Kataka, agli Arapaho e agli Cheyenne, si batterono in varie occasioni contro gli Shoshoni e i Pawnee, prima di essere indirizzati a Fort Larned per la distribuzione annuale. Dichiarata la secessione degli Stati Confederati nel febbraio 1861, i "Sudisti" cercarono di accaparrarsi le simpatie degli Indiani del sud-ovest, e nell'agosto il Commissario per gli Affari Indiani del Governo Confederato, brig. gen. Albert Pike, si recò a Fort Cobb, incontrando i delegati dei Comanche (capeggiati da Dieci Orsi Parra-wasamen, Dorso-di-Cavallo Kiyou, Spilla-d'Argento Tosawi e Strada Stellata Asa-havey) e di altre nazioni (ma non quelli dei Kiowa, che rifiutarono di partecipare al concilio, intendendo continuare i loro attacchi nel Texas, e rimasero sordi anche alle sollecitazioni di Gobba-di Bisonte Pocheha-quehip, minacciando anzi di attaccare la riserva e le tribù ivi confinate); Pike stipulò con i Comanche due trattati: il primo (12 agosto) con i Penateka della riserva, rappresentati da Ketumse (ipoteticamente identificabile, come capo principale, con il capo indicato nel documento come Kekarewa *), Tosawi e Asa-havey, e il secondo (13 agosto) con gli Yamparika, rappresentati da Parra-wasamen e, forse, da Tabananika e Isa-rosa, i Kotsoteka, rappresentati forse da Kuhtsu-tiesuat (verosimilmente identificabile con il capo indicato come Chocora *), Tasacowadi (verosimilmente identificabile con il capo indicato come Tecowewihpa *) e Mow-way (indicato come Maawe), i Nokoni, rappresentati da Quena-evah e Kiyou, nonché da due capi identificati come Kepahewa (He not-drinking-Water) e Chooshi o Chosewi (Growing Chief), e i superstiti Tanima e Tenawa (ormai aggregati ai Nokoni) rappresentati da Bowahquashu (Iron Jacket - indicato come Pohowiquasso ma non identificabile con il defunto capo Kwahadi - e Keenatohpa, mentre gli Kwahadi, guidati da Peta-nocona, ormai implacabile quanto disperato dopo il rapimento della moglie e della figlia, Parra-ocoom, Kobay-oburra e, forse, Papi-wihtama, si mantenevano ostili a tutti i bianchi; nell'autunno il Congresso confederato stanziò 64.862 dollari per far fronte agli obblighi contratti verso i Comanche, ma soltanto una parte dei Penateka si presentò all'agenzia. Nell'estate 1862 il col. J. H. Leavenworth, a Fort Larned, pur non giudicando "male intenzionati" gli Cheyenne e gli Arapaho, espresse ben più gravi preoccupazioni a proposito dei Kiowa e dei Comanche, i quali furono tuttavia convinti a ritornare a Cimarron Crossing per la distribuzione delle razioni annuali a opera dall'agente Samuel G. Colley in data 1 ottobre, nel frattempo dedicandosi alla caccia ai bisonti nella regione a nord dell'Arkansas River, e nel settembre furono censiti all'agenzia sull'Arkansas River 1.800 Comanche (Yamparika, Nokoni e, forse, Kotsoteka) insieme a 1.800 Kiowa e 500 Kataka; gli Kwahadi continuarono a muoversi liberamente negli Staked Plains, disdegnando i "doni" dei bianchi.

### Trattati di Little Arkansas e Medicine Lodge
Dieci Orsi, divenuto capo principale degli Yamparika Comanche, visitò Washington per la prima volta nel 1863, rendendosi conto dello strapotere dei bianchi, ma non riuscì a fare riconoscere dal governo statunitense i diritti del suo popolo.
Nel 1865 Dieci Orsi firmò un trattato presso il Little Arkansas River nel Kansas, che dava vita a una riserva per i Comanches nell'area sudoccidentale dell'Oklahoma.
Alla conferenza di Medicine Lodge tenuta nel 1867 Dieci Orsi tenne un discorso molto commovente, in cui espresse il suo malcontento per la vita nella riserva indiana, poiché, come ebbe a dire,

### Tramonto delle speranze di pace nella libertà
I suoi tentativi di negoziato furono infruttuosi e il governo americano decretò che i Comanche dovessero cedere la maggior parte dei loro territori in cambio della piccola riserva a loro assegnata. Nel 1872 Dieci Orsi tornò a Washington assieme a Spilla-d'Argento (Tosawi), capo dei Penateka Comanche, Dorso-di-Cavallo (Tirhaya-quehip, Kiyou), capo principale dei Nokoni Comanche, e ad altri capi tribù, ma la speranza che le promesse governative fossero mantenute si rivelò vana. Il suo stesso figlio, Piccolo Corvo (Tuwikaa-tiesuat o Hitetetsi), si schierò con la fazione "ostile" della nazione Comanche, insieme a capi come Suono-dell'Alba (Tabananika) e Lupo Bianco (Isa-rosa), della stessa divisione Yamparika, come Grosso Pezzo-di-Carne-Rossa (Piaru-ekaruhkapu o Pearua-akupakup) e Punta-di-Freccia (Tahka), della divisione Nokoni, come Piccolo Bisonte (Kuhtsu-tiesuat) e Piazzato-nel-mezzo o Irrompente-nel-mezzo (Mow-way), della divisione Kotsoteka, come Orso Maschio (Parra-o-coom), Cavallo Selvaggio (Kobay-o-burra), Cavallo Nero (Kobay-o-toho) e il più giovane Fragranza (Quanah), chiamato anche Aquila (Tseeta), (figlio del defunto, ma quasi leggendario, Vagabondo Solitario (Peta Nocona)), della divisione Kwahadi, condottieri della resistenza Comanche contro l'invasione da parte dei bianchi nei decenni 1860 e 1870.
Disperato e ormai isolato dal suo stesso popolo per avere sottoscritto trattati sfavorevoli, pervicacemente insistendo nella sua politica di costante adeguamento alle pretese degli invasori, Dieci Orsi morì il 23 novembre 1872 a Fort Sill, nell'Oklahoma.

## Aneddoti
Dieci Orsi fu autore di uno dei discorsi più significativi ed eloquenti alla conferenza di Medicine Lodge, rimasto famoso sopra tutti gli altri:
Ma ci sono cose che avete detto che non mi piacciono. Non sono dolci come zucchero ma aspre come zucche. Avete detto di volerci mandare in una riserva, per costruirci case e ospedali. Non li voglio. Sono nato nella prateria dove il vento soffiava libero, e dove non c'era nulla che spezzasse la luce del sole. Sono nato dove non esistevano confini, e dove tutto respirava libero. Voglio morire lì, e non all'interno di mura. Conosco ogni ruscello e bosco dal Rio Grande all'Arkansas. Ho cacciato e vissuto nella prateria. Ho vissuto come i miei antenati, e come loro, ho vissuto felicemente. Quando sono stato a Washington il Grande Padre mi disse che tutti i territori Comanche erano nostri e che nessuno avrebbe dovuto impedirci di vivere lì. Allora, perché ci chiedete di lasciare i fiumi, il sole e il vento per vivere dentro case? Non chiedeteci di barattare il bisonte con la pecora. I giovani hanno sentito questa dicerìa, che li ha fatti diventare tristi e arrabbiati. Non parlatene più. Amo riportare le parole del Grande Padre. Quando riceviamo doni io e la mia gente siamo contenti, perché significa che tiene a noi.
Avrebbe potuto esserci la pace se i texani fossero rimasti fuori dalla mia terra. Ma quella su cui dite che dobbiamo vivere è troppo piccola. I texani si sono presi i pascoli e le foreste migliori. Ce li avessimo ancora noi, avremmo potuto accettare le vostre richieste. Ma è troppo tardi. L'uomo bianco possiede la terra che amiamo, e noi chiediamo solo di poter vagare nella prateria fino alla morte. Qualsiasi cosa buona mi diciate non sarà dimenticata. La porterò nel cuore come faccio con i miei figli, e sarà sempre sulla mia lingua assieme al nome del Grande Padre. Non voglio che il sangue macchi l'erba sulla mia terra. La voglio pulita e pura, e lo voglio al punto che tutti quelli che arriveranno tra la mia gente trovino pace, e la perdano non appena andranno via.»